# Nécropole mérovingienne du Brigandin
La nécropole mérovingienne du Brigandin est située sur l'actuelle commune de Chaumes-en-Retz (commune déléguée de Chéméré), en Loire-Atlantique. Elle se situe près d'un moulin construit au XIXe siècle et encore visible aujourd'hui. Connue dès le XIXe siècle, cette nécropole a fait l'objet de plusieurs campagnes de fouilles depuis 1968 par les services de l'État. La dernière campagne de fouille date de 2008. La superficie du site est estimée à 7 700 m2, soit un rectangle de 110 × 70 m. 1 500 m2 ont été fouillés et 421 squelettes ont été exhumés. Les tombes étudiées sont attribuées au début du Moyen Âge, VIe-VIIe siècle. Il est vraisemblable que ce cimetière soit celui du village médiéval de Chéméré. L'emplacement du bourg de Chéméré pour le haut Moyen Âge n'est pas connu.
Si la nécropole du Brigandin (tombes, pratiques funéraires, mobilier) correspond à ce que l'on observe pour l'Ouest de la Gaule à cette époque, l'étude anthropo-morphologique de la population a révélé des particularités.

## Situation géographique
La nécropole mérovingienne occupe les lieux-dits du Brigandin et de La Motte Hiver. Elle se situe à proximité de l'ancien moulin. Sa superficie est estimée à un hectare.
Le terrain est un sable calcaire correspondant au lutétien supérieur, d'après la carte géologique de Machecoul.

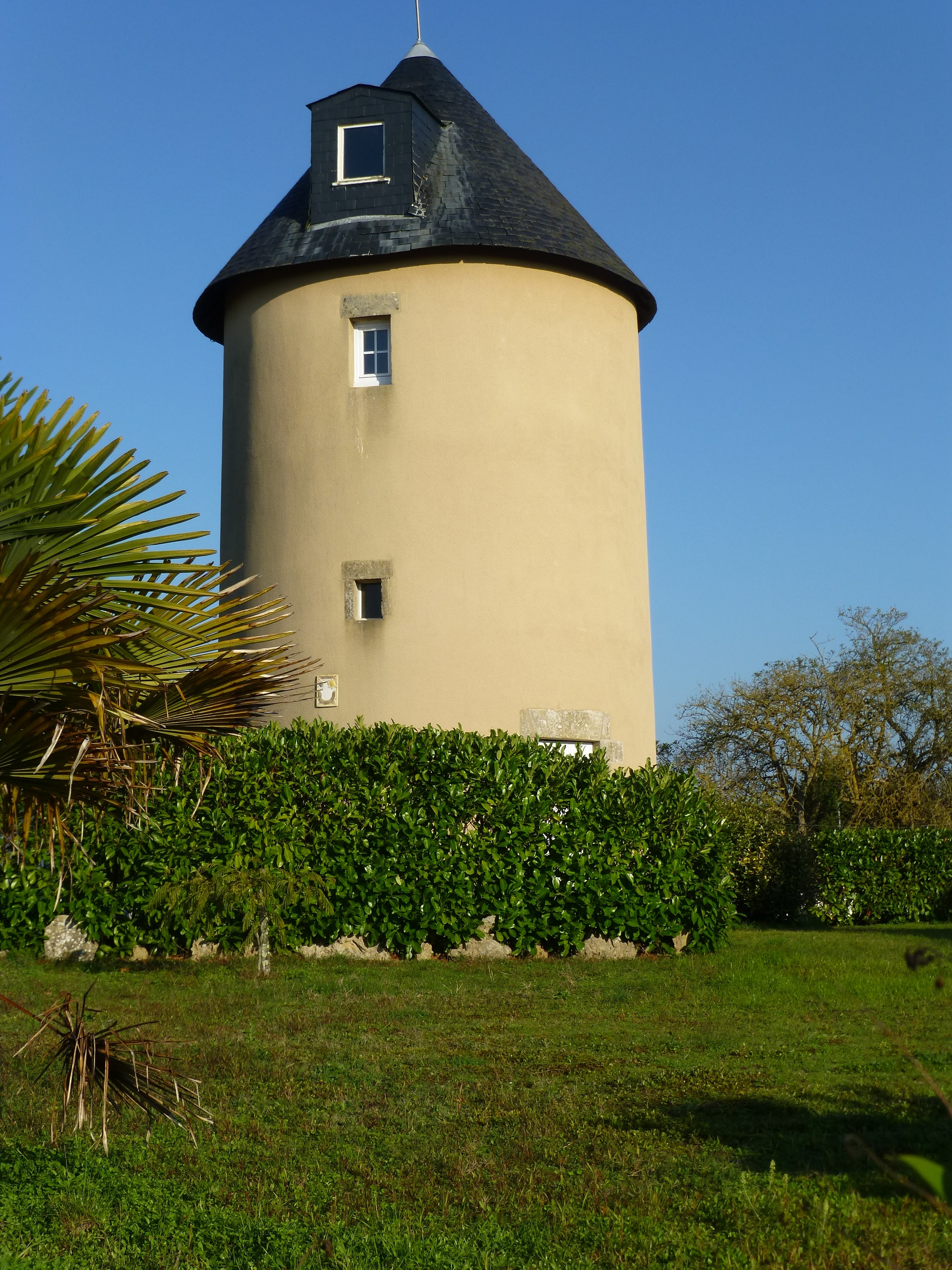
Ancien moulin de Chéméré

## Historique des fouilles
Découverte par hasard, la nécropole n'a pas fait l'objet d'une fouille systématique mais de plusieurs fouilles partielles préalables à des travaux envisagés. La première mention de ce site remonte à la fin du XIXe siècle dans le compte-rendu d'une séance de la Société archéologique de Nantes et de la Loire-Inférieure en 1880 signalant 3 tombes en cuve calcaire.
En 1967, une carrière extrayant du sable met au jour des ossements. Une fouille d'urgence est effectuée. Elle met au jour 23 tombes (19 adultes et 4 enfants) et permet d'identifier la présence d'une nécropole. En 1969, un bulldozer effectuant des travaux de terrassement met brutalement au jour une dizaine d'autres tombes. Dans le même secteur, une vingtaine d'autres tombes sont identifiées.
En 1988-89, une campagne de fouilles est réalisée par l'AFAN sur une autre partie de la nécropole.
En 2008, une dernière campagne de fouilles est réalisée par l'INRAP avant la construction d'une habitation.
De 1967 à 2008, deux sondages et cinq opérations de fouilles ont été menés par les services de l'état. 

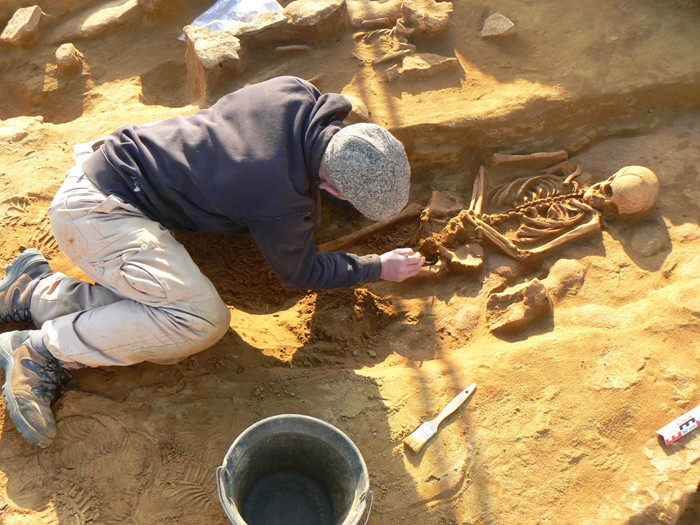
Opération de fouille en 2008

## Résultats des fouilles

### Les tombes
Les sépultures étaient soigneusement installées en rangées régulières, avec des allées permettant de se déplacer dans la nécropole. Les sépultures ne se recoupent pas, elles étaient donc marquées au sol. Il ne reste cependant aucune trace archéologique de ce marquage. Les tombes ont une orientation nord-ouest/sud-est, la tête est placée au nord-ouest. Les sépultures sont des grandes fosses creusées dans le sable jusqu'au substrat rocheux. La dimension des fosses est souvent très large jusqu'à 1,40 m sur une profondeur de 0,40 m.
La tête était relevée et reposée sur un coussin de matière périssable. L'attitude la plus fréquemment observée est les avant-bras posés sur le bassin, les mains jointes ou croisées posées sur les cuisses. Les jambes sont écartées, ce qui indique que les corps n'étaient pas contraints par un linceul.
Les corps étaient déposés dans un coffre en bois, rarement dans un sarcophage en pierre. 9 sarcophages ont été découverts (3 en 1880, 1 en 1969, 5 en 2008). Les sarcophages sont constitués d'une seule pièce, en grès coquillier, la pierre est locale. Ces sarcophages mesurent 0,70 m à la tête, 0,40 m au pied, pour une longueur maximale de 2,10 m. 
Deux sépultures doubles ont été identifiées. Pour la première, il s'agit d'une double inhumation de 2 enfants avec un ensemble de mobilier plaque-boucle, anneau et lame. 
 
 
Pour la deuxième, il s'agit d'une chambre funéraire de 190 × 220 cm. Un homme et une femme sont inhumés côte à côte. Il est toutefois impossible de déterminer si les inhumations ont été simultanées ou successives.

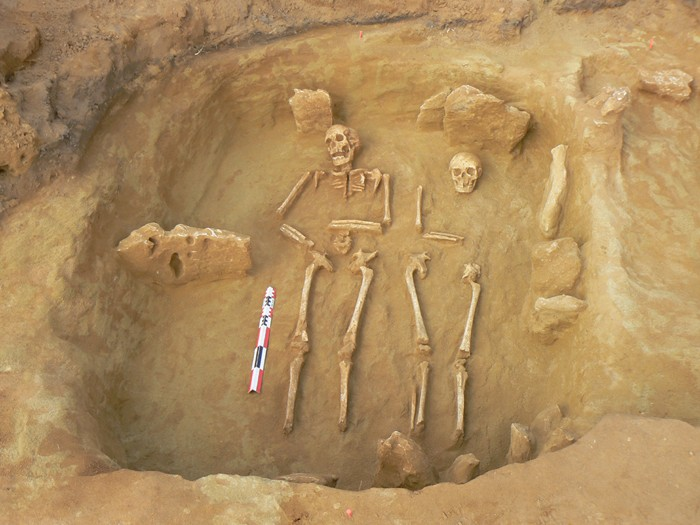
Fouilles 2008 - Double sépulture

Quelques tombes ont été bouleversées, ce qui laisse supposer que les tombes ont été pillées.

Certaines tombes sont très proches, ce qui pourrait faire penser à un rapprochement d'ordre familial.

### Le mobilier
Sur les 67 tombes fouillées en 1967 et 1969, 7 objets dans 7 tombes distinctes ont été recensés : deux fibules, une épingle de cheveux, une boucle de bronze, deux paires de boucles d'oreilles, un anneau.
Sur les 177 tombes des fouilles de 1988 et 1989, 9 tombes renfermaient du mobilier en place, deux tombes avec des objets en remblai. Un scramasaxe, des anneaux, des éléments de ceinture, une bélière (anneau de suspension) ont été recensés.
Sur les 172 tombes fouillées en 2008, 27 étaient dotées de mobilier, dont 22 pour lesquelles le mobilier étaient en place avec le squelette. On a recensé un total de 38 pièces, 31 en place, 7 en remblai. 
Si l'on ajoute les 14 tombes spoliées, 25,2 % des tombes fouillées en 2008 sont dotées de mobilier. Le pillage d'objet est en général le motif de spoliation d'une sépulture. La spoliation se déduit après observation du désordre osseux du squelette. Cette perturbation prouve qu'un déplacement du squelette a eu lieu après son enterrement. 
44,9 % des tombes de femmes sont dotées de mobilier, pour 15,4 % pour les hommes et 22 % pour les enfants. Le mobilier déposé est majoritairement composé d'éléments de parure, ce qui explique la forte proportion de tombes féminines dotées de mobilier. 
Les tombes spoliées et celles dotées de mobilier se concentrent sur une même zone. Il est vraisemblable qu'elles correspondent à un groupe social ou familial privilégié.
En totalité, pour l'ensemble de la nécropole, 10 % des tombes sont dotées de mobilier. Le dépôt mobilier est une pratique funéraire peu observée dans l’extrême ouest de la Gaule mérovingienne . Cette pratique est plus fréquente pour les régions germaniques.

### Les objets
Les objets sont essentiellement des objets de parures , quelques rares armes, une seule pièce de monnaie. Une seule trame de tissu a été trouvée en place. Les éléments de parures laissent à penser que les défunts étaient déposés habillés, parfois chaussés.

#### Les bagues
La bague est l'objet le plus fréquent dans les tombes féminines, elle a été repérée à la main gauche, sans toutefois pouvoir déterminer à quel doigt. Les bagues présentent des traces d'usure, il s'agissait de bagues portées, le plus souvent décorées. 

#### Les plaques-boucles
Une plaque-boucle est l’élément qui sert à fixer la boucle à la ceinture, elle est formée d'une plaque, d'une boucle et d'un ardillon. À l'époque mérovingienne, les plaques-boucles font partie de la parure et sont souvent richement décorées. 
Sur la nécropole du Brigandin, on a observé quatre plaques-boucles, dont une en place sur le bassin d'une femme, une autre dans la double sépulture d'enfants.
La plaque-boucle en bronze à 10 bossettes présente un motif anthropomorphe et un entrelacs hachuré. La plaque mesure 136 × 70 mm. Ce modèle est connu dans cette aire géographique de la Gaule. Cette pièce est très proche de 3 modèles conservés au Musée départemental de Jublains.
La plaque-boucle à 3 bossettes dans la tombe d'enfant présente un décor chargé très finement gravé, avec une croix de Saint-André et un motif zoomorphe de serpent. Cette plaque-boucle est conservée au musée Dobrée (numéro d'inventaire SRA 478).

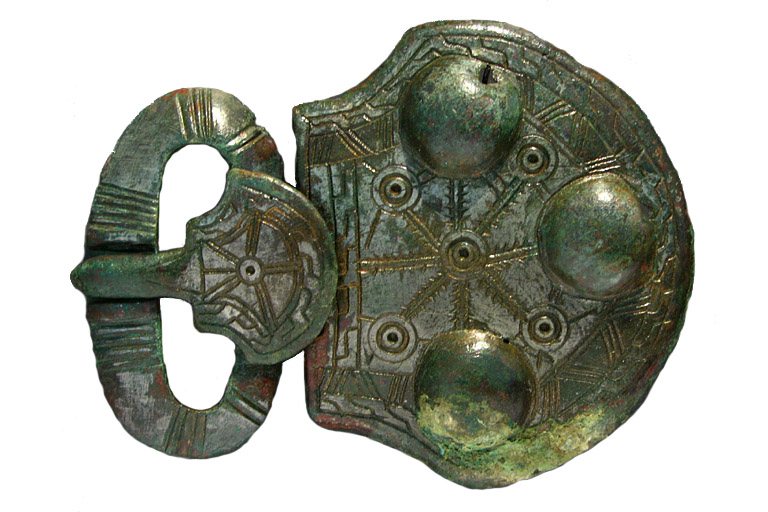
Plaque-boucle à 3 bossettes (SRA 478)

La plaque-boucle triangulaire sans bossette, trouvée en place sur le bassin d'un squelette féminin a une forme trilobée. Elle présente un décor à deux registres, une croix dans chaque. Elle est sans équivalent, le modèle n'est pas connu au moment de la rédaction du rapport de fouille en 2009, elle est peut-être d'origine germanique.
La quatrième plaque-boucle recensée est petite et ronde avec un motif d'entrelacs quadrilobé et étamé. Des restes de textile ont été observés sur cette plaque-boucle. Ce modèle de plaque-boucle se retrouve en Mayenne et en Normandie.

#### Les épingles
Les épingles servent d'attache de coiffe ou de vêtement. On recense 8 épingles pour 8 tombes découvertes près de la tête. Elles servaient sans doute d'attache de coiffe ou de vêtement.
Une épingle-broche présente un motif gravé de chevrons.

#### Les armes
Une lame 190mm de long a été trouvée dans la double sépulture d'enfants.  Dans cette tombe, on recense également la plaque-boucle à 3 bossettes et un anneau servant de suspensions d'objets à la ceinture. La lame peut être qualifiée de petit scramasaxe ou long couteau adapté à la taille de l'enfant, âgé entre 7 et 11 ans. La présence d'une arme dans une sépulture d'enfant est surprenante dans le contexte de Chéméré, pour lequel très peu d'armes ont été recensées.
Sur l'ensemble de la nécropole fouillée depuis 1967, on dénombre 5 armes réparties dans 4 tombes sur un total de 416. 1,02 % des tombes présentent une arme. La rareté de ces objets est à relever.

### La population
421 squelettes ont été exhumés depuis 1960, dont 306 adultes, 105 immatures, 10 individus n'ont pas pu être déterminés.
L'étude anthropo-morphologique, portée sur 155 squelettes  exhumés, lors de la fouille de 2008 permet de dresser une image assez précise de la population de Chéméré au haut Moyen Âge.
La répartition en fonction du sexe est la suivante : 63 hommes, 55 femmes et 37 adultes non identifiés.  
La répartition globale de la population montre clairement un pic pour la tranche d'âge 60-69 ans.  L'âge du décès est au-delà de 60 ans, pour plus de 45 % de la population. Certains individus ont dépassé 80 ans. Cela indique une population âgée et une situation démographique privilégiée. On vit vieux à Chéméré au haut Moyen Âge.
La taille des hommes sur un échantillon de 8 individus est de 1,59 m à 1,75 m avec une moyenne d'un 1,68 m. La comparaison avec une population de référence montre une grande hétérogénéité de la population masculine. 
La taille des femmes varie de 1,61 m et 1,67 m, avec une moyenne d'1,63 m. Cela correspond à l'hypothèse d'un groupe endogame, le partenaire est choisi à l'intérieur du groupe. 
La population est caractérisée par le foramen de Huschke (variante anatomique de l'os du tympan) et des pré-molaires bifides. La luxation congénitale de la hanche (dysplasie) est très fréquente sur le groupe étudié. Les microtraumatismes liés à l'activité sont observés sur les membres supérieurs. 49 % des adultes présentent des enthésopathies (pathologie au niveau de l'insertion des tendons et des ligaments) sur l'humérus ou le deltoïde (muscle de l'épaule). Cette pathologie est sans doute liée à une sursollicitation de ces muscles.
Les différentes études montrent une population paisible au profil âgé, sans marques d'activités violentes, opulente, se donnant à une activité statique et assise peut-être en raison d'une dysplasie fréquente.
L'activité de la population de Chéméré n'était pas l'agriculture. Il est cependant impossible de déterminer le type d'artisanat auquel se vouait la population de Chéméré.

## Vestiges conservés au Musée de Bourgneuf
Les vestiges découverts en 1967 et 1969 sont conservés au Musée de Bourgneuf.

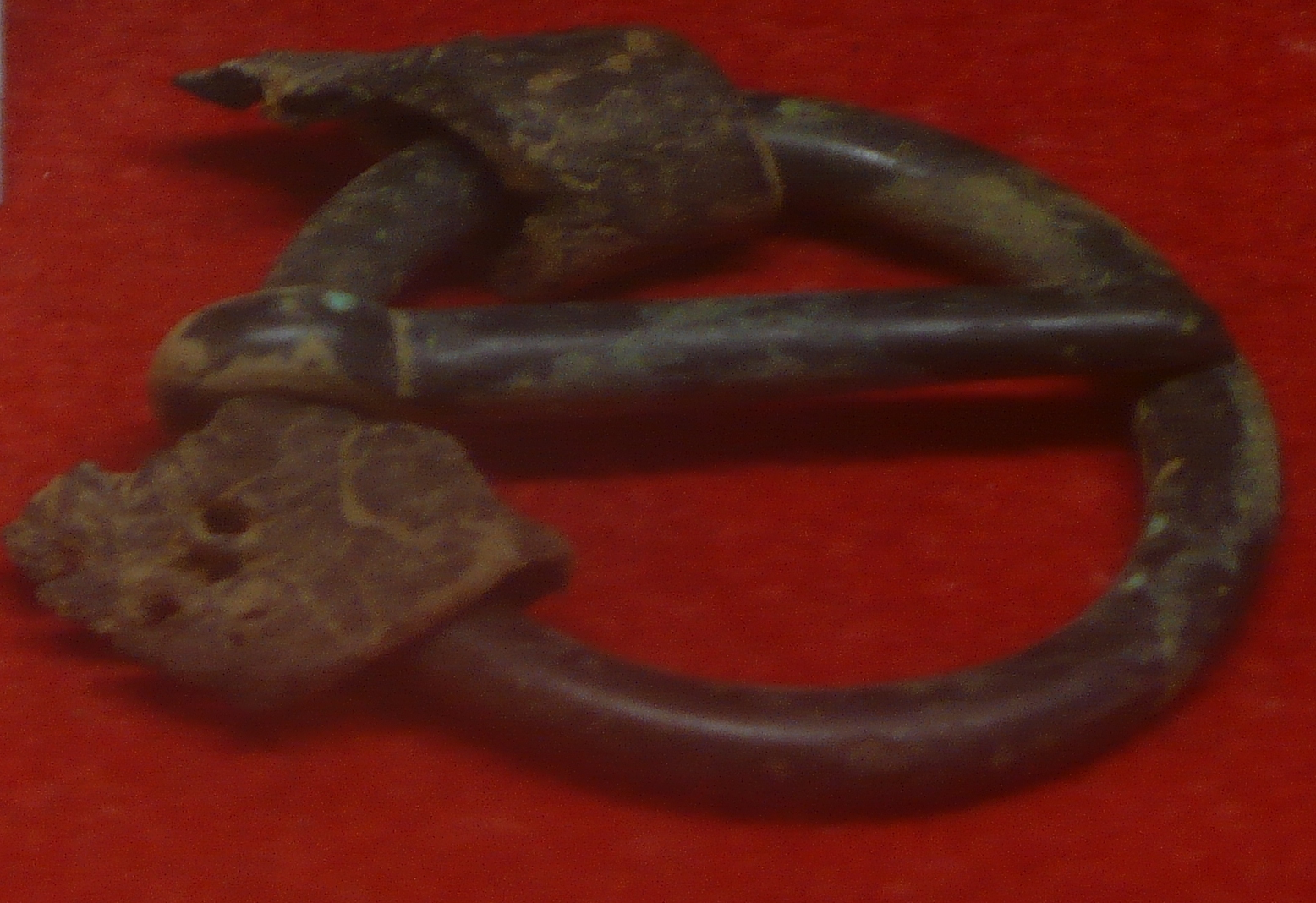
Boucle de ceinture en bronze
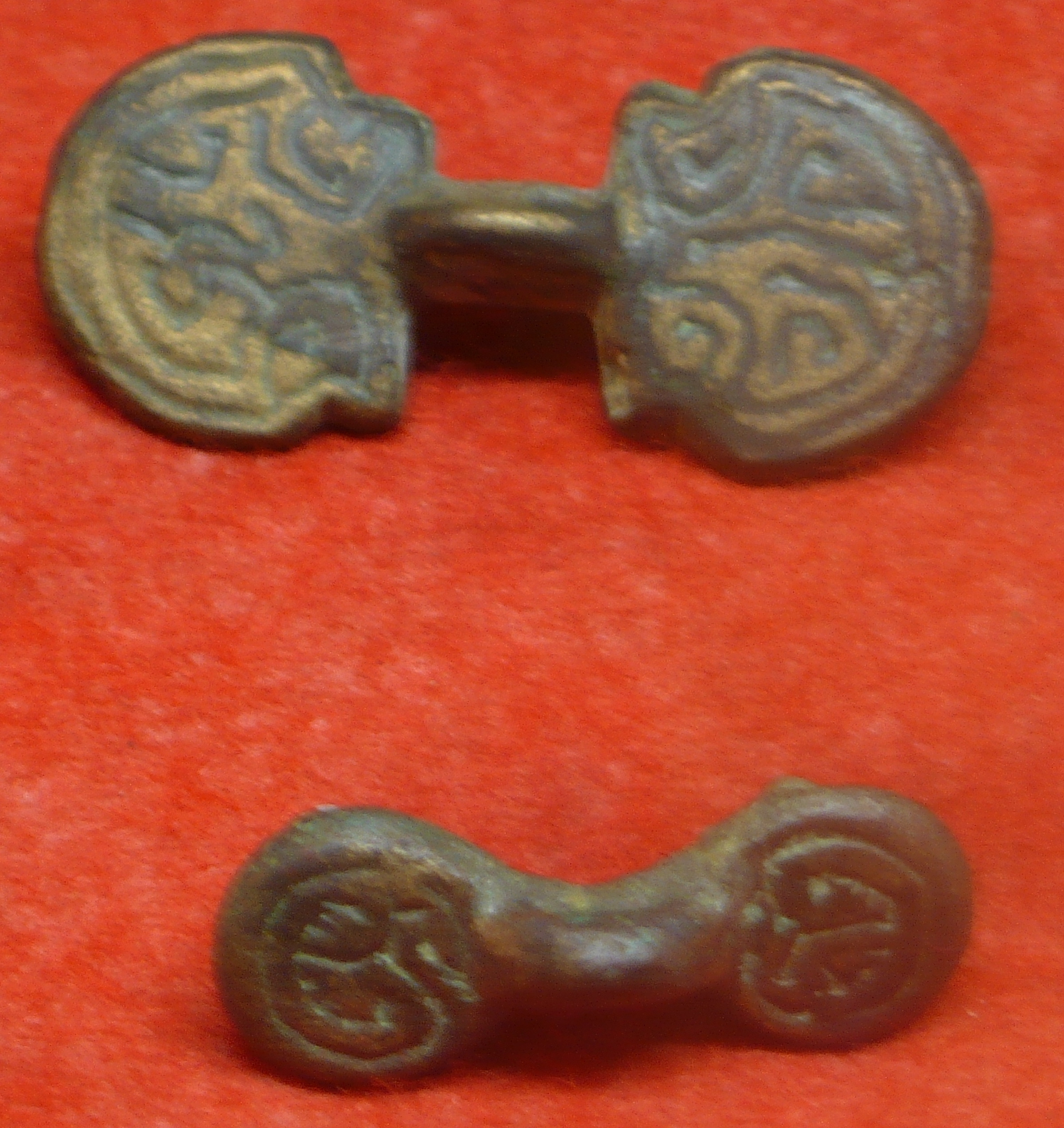
Boucles en bronze
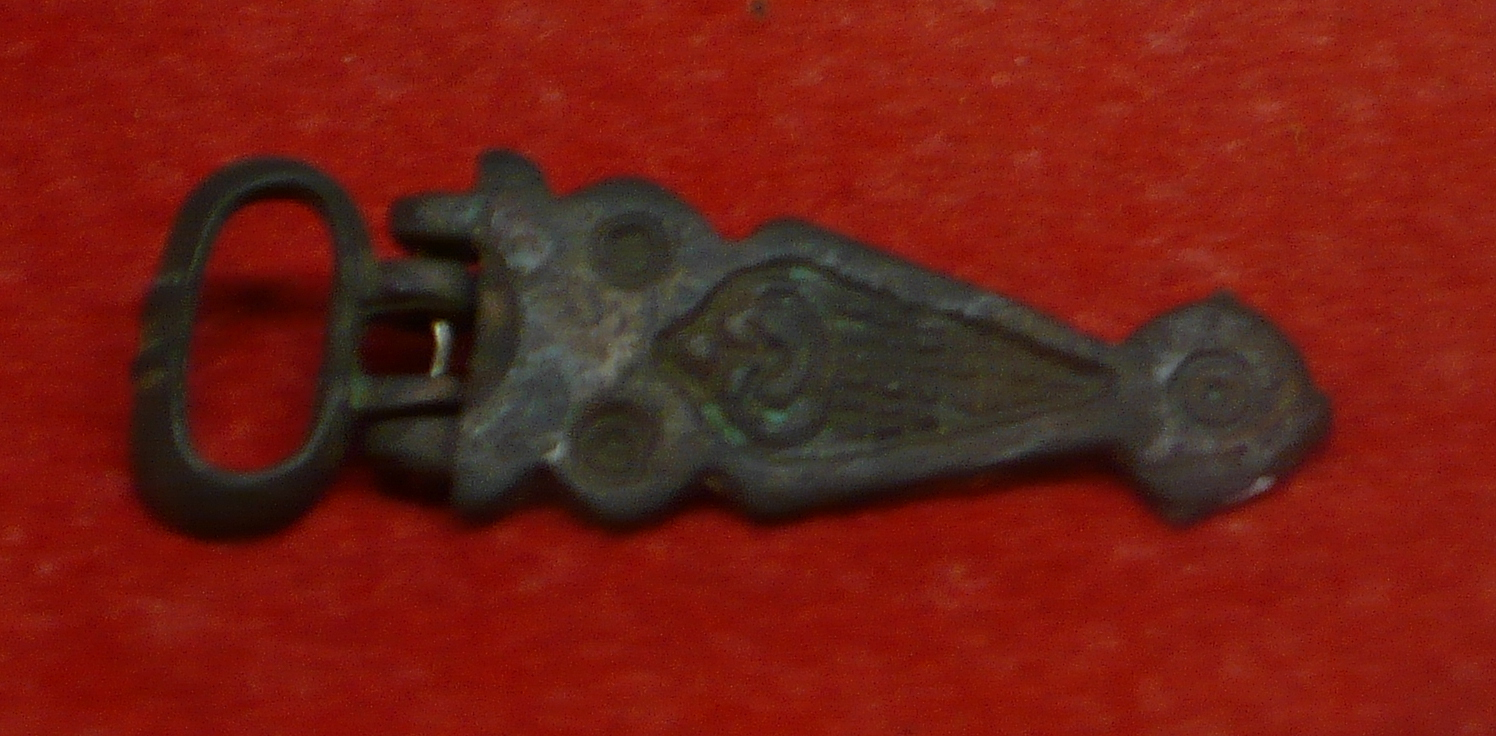
Plaque-boucle en bronze
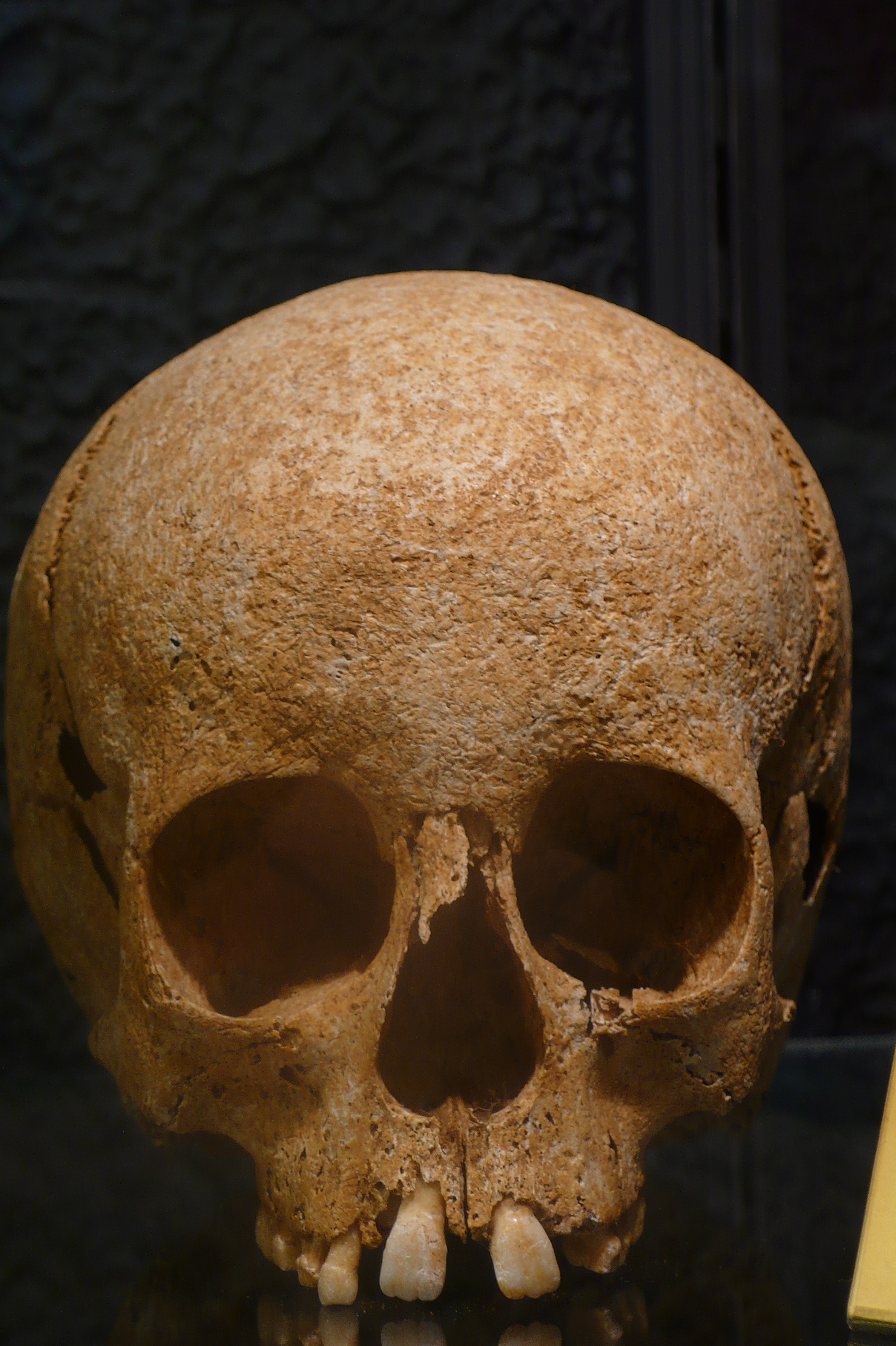
Crâne
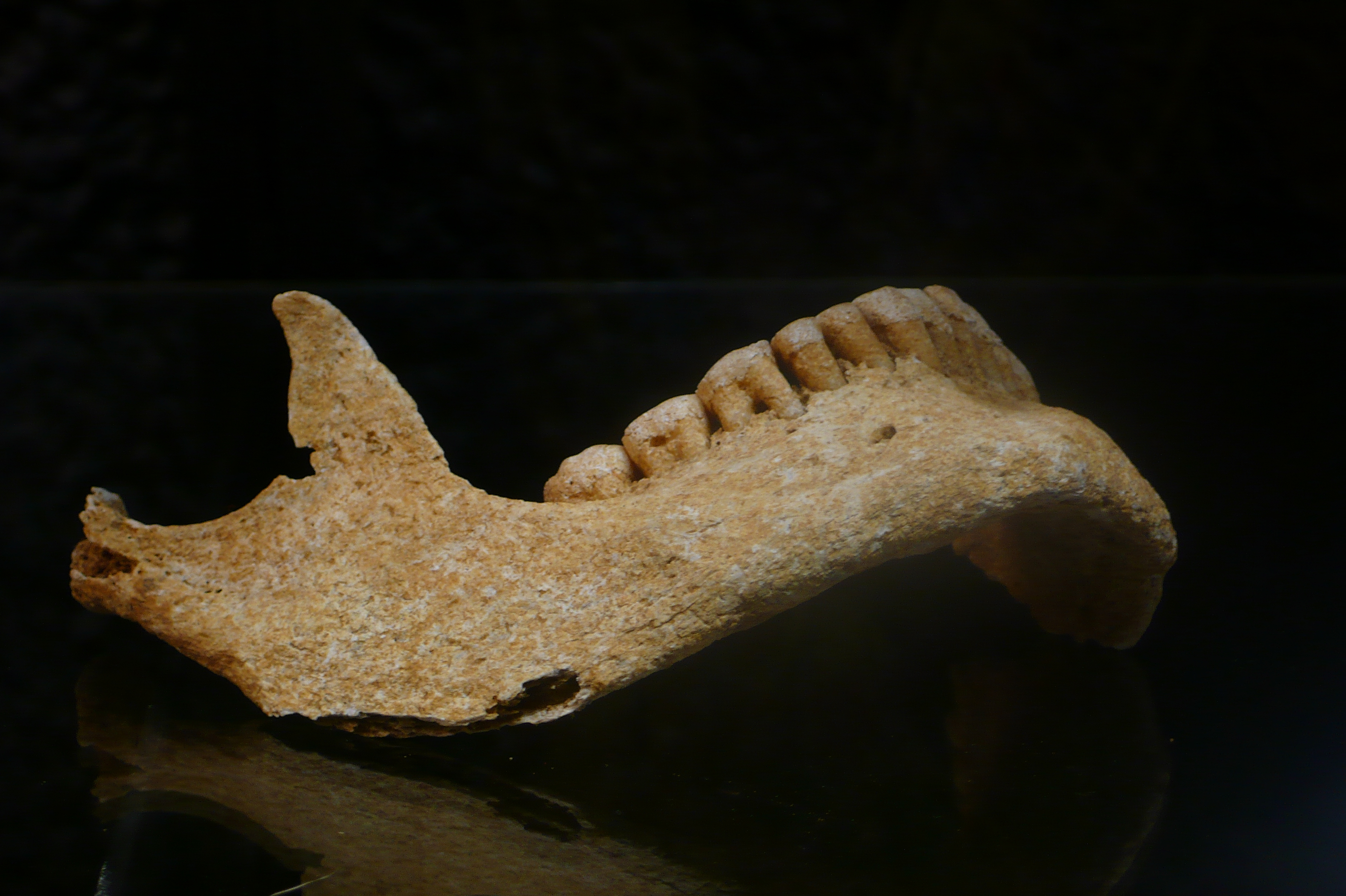
Machoire